# Ystad (stacja kolejowa)
Ystad (szwedzki: Ystad station) – stacja kolejowa w Ystad, w regionie Skania, w Szwecji. Jest stacją końcową dla linii Ystadbanan i Österlenbanan i jest obsługiwana przez pociągi Pågatågen oraz Danske Statsbaner.

## Historia
Stacja została otwarta w 1865 roku jako zachodni koniec linii Ystad-Eslöv (która później stała się Österlenbanan). Połączenie z Ystadbanan uzyskała w 1874 roku. Koleje zostały znacjonalizowane na początku lat 40 XX wieku, a od 1950 użytkowano spalinowozy SJ Y6. W 1985 roku uruchomiono pociąg SiTY pomiędzy Simrishamn, Tomelilla i Ystad, używając spalinowych wagonów Y1. W 1996 Ystadbanan została zelektryfikowana. W 1997 roku regiony Malmöhus i Kristianstad zostały połączone, aby jeden region Skanię. Spowodowało to wydłużenie pociągów Pågatågen do Simrishamn  oraz elektryfikację linii w 2003 roku.

## Linie kolejowe
- Ystadbanan
- Österlenbanan

## Usługi
Pågatågen obsługuje półgodzinny tak wzdłuż linii przy użyciu pociągów X11, z niektórymi kursami po Österlenbanan. Czas podróży do Malmö centralstation wynosi około 45 minut. Danske Statsbaner obsługuje trzy pociągi dziennie InterCity Bornholm z Københavns Hovedbanegård, które łączą się z BornholmerFærgen, przewoźnikiem promowym kursującym na Bornholm. Czas podróży do Kopenhagi wynosi mniej niż 2 godziny.